# 香槟 (行省)
香槟（法語：Champagne，發音：[ʃɑ̃paɲ] ⓘ）是法國曾经的行省之一，现属大東部大區，兰斯市周围，包括阿登省、奥布省、上马恩省和马恩省的一部分区域。最初该地属于香槟伯爵领地，中世纪中期，以其“香槟集市”而著名，12世紀開始，釀酒產業蓬勃發展，極大地帶動了當地的經濟，其香檳酒的相關產業成為奢侈品的一環而持續至今。
香槟地区以香槟酒的原产地而聞名，在釀酒行業也能称為“香槟产区”，法國香檳省的的所有酒類和葡萄，都有和全球12个葡萄酒产区共同签署《保护葡萄酒原产地联合声明》，其原產地已經成為一種官方認證的商標。在欧盟對旗下各國的《欧盟产品原产地标识》認證活動中，香檳地區的氣泡酒得到認可，這項認證活動規定“只有法國香槟地区出产的气泡酒才能称为香槟酒，而其他地区出产的同类型酒只能称为葡萄酒的氣泡酒”。